# Funicular de Montjuïc
El funicular de Montjuïc és un mitjà de transport públic per cable de la ciutat de Barcelona, i concretament un funicular, que facilita l'accés a la muntanya de Montjuïc, amb un recorregut de 758 metres que salva un desnivell de 76 metres, entre les dues úniques estacions actuals de Paral·lel i Parc de Montjuïc.

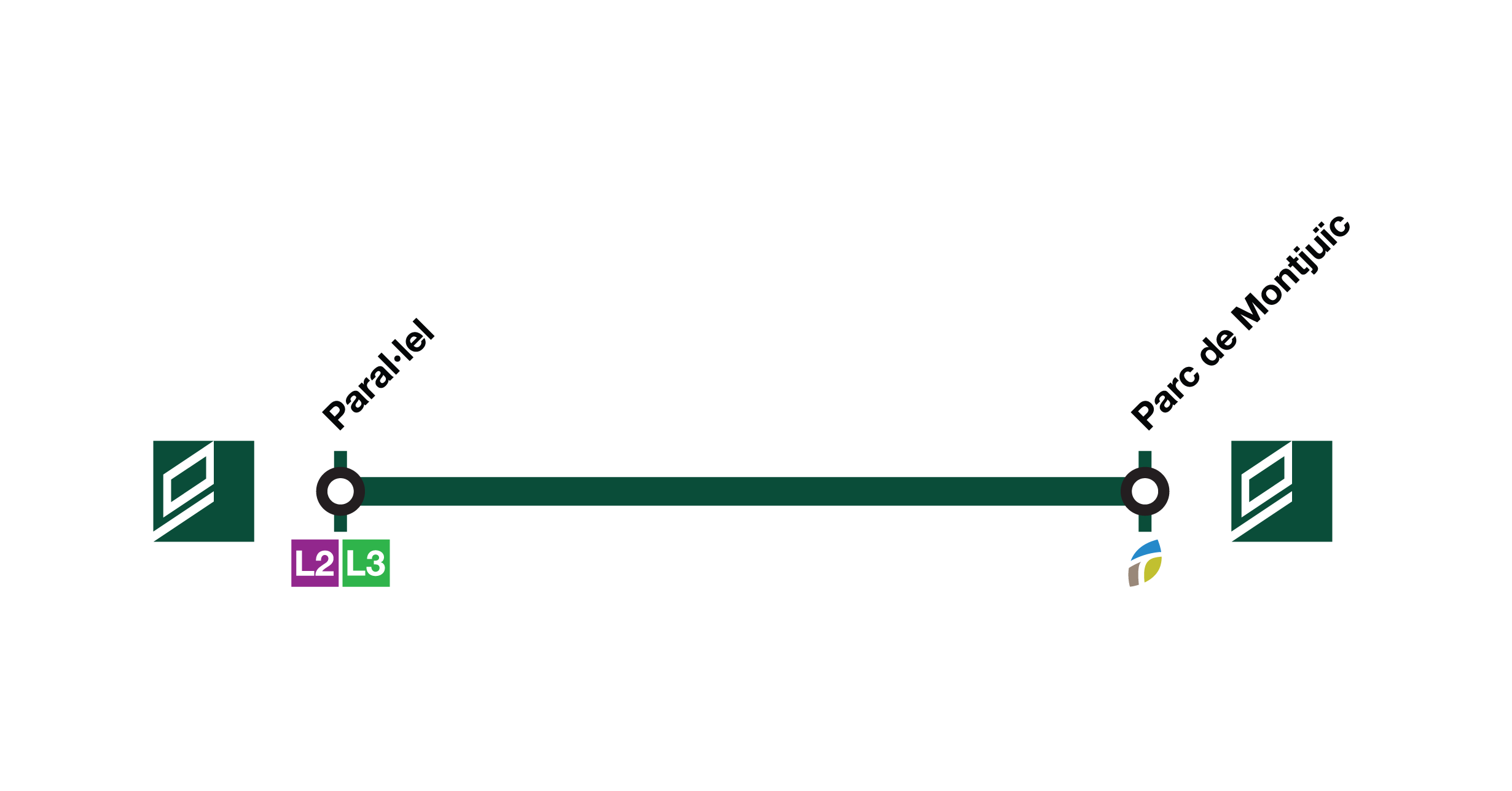
Termòmetre de la línia

## Història
Va ser inaugurat el 24 d'octubre del 1928, amb motiu de l'Exposició Internacional que es va dur a terme l'any següent. El funicular fou obra de l'enginyer Emilio Echevarría i les estacions, de l'arquitecte Ramon Reventós i Farrarons. L'obra es construí en 14 mesos. Un segon tram -de l'avinguda de l'Estadi fins al Castell de Montjuïc- s'inaugurà el 23 de juliol de 1929. En el moment de la seva inauguració, les instal·lacions van comptar amb el tapís rodant més llarg d'Europa.
De 1981 a 1984 es realitzen unes obres de remodelació general. El juliol de 1984 es torna a reobrir el primer tram, de Paral·lel a l'estació Parc de Montjuïc, mentre que el segon tram fins al Castell ja no es va tornar a posar en servei mai més.
L'any 1992 va ser objecte d'una nova renovació, i es va reobrir el 24 de juny del 1992, amb motiu dels Jocs Olímpics que es van dur a terme aquell any. L'any 2005, va rebre una altra renovació, i es va obrir per 4a vegada el 29 de novembre del 2005.
Entre 2019 i 2020 es va fer un desmuntatge complet dels elements de seguretat de la instal·lació, la substitució d'equips per envelliment tecnològic i reparacions i actualitzacions en la infraestructura de la instal·lació. El 2020 van finalitzar les obres de millora de les estacions del funicular, destacant l'adaptació total a persones amb mobilitat reduïda de l'estació Parc de Montjuïc i la instal·lació de portes d'andana a les dues estacions.

## Descripció

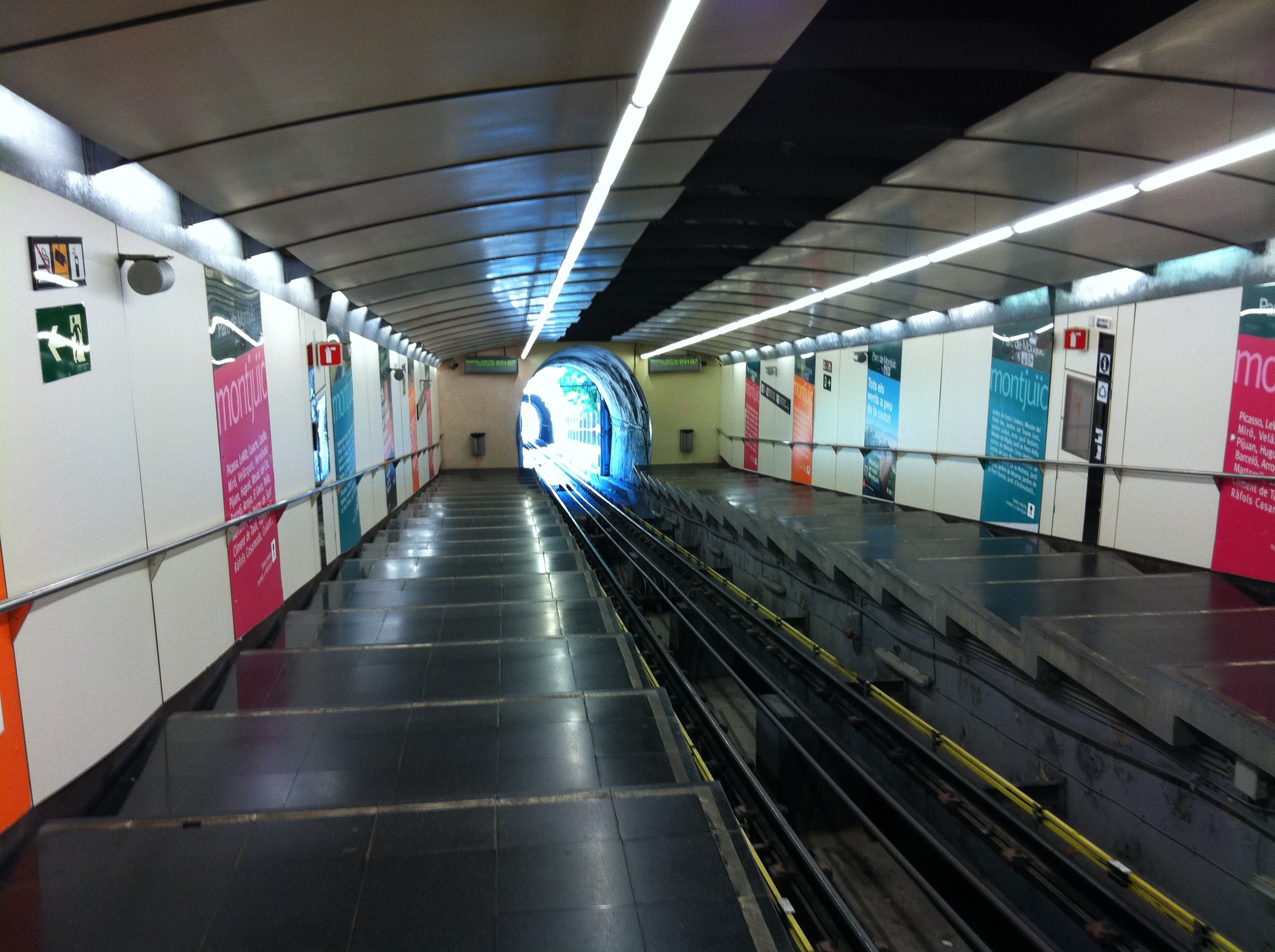
Estació Parc de Montjuïc

El funicular de Montjuïc és de l'empresa TMB i, des de l'any 2002, està inclòs en el sistema tarifari integrat de transport públic de la Regió Metropolitana de Barcelona, gestionat per l'Autoritat del Transport Metropolità (ATM).
L'estació més propera a la ciutat està situada a la mateixa parada del metro de Paral·lel de les línies L2 i L3, amb una altitud de 4m sobre el nivell del mar, i l'estació situada més a prop de la muntanya es troba a l'avinguda de l'Estadi, amb una altitud de 80m sobre el nivell del mar. Des d'aquesta parada es pot accedir, en menys d'un minut caminant, al Telefèric de Montjuïc, que comunica amb el Castell de Montjuïc.
De 1928 a 1981 el funicular va disposar d'un segon recorregut entre l'avinguda de l'Estadi i el Castell de Montjuïc, però actualment les infraestructures d'aquest segon tram estan totalment desmuntades.

## Característiques tècniques

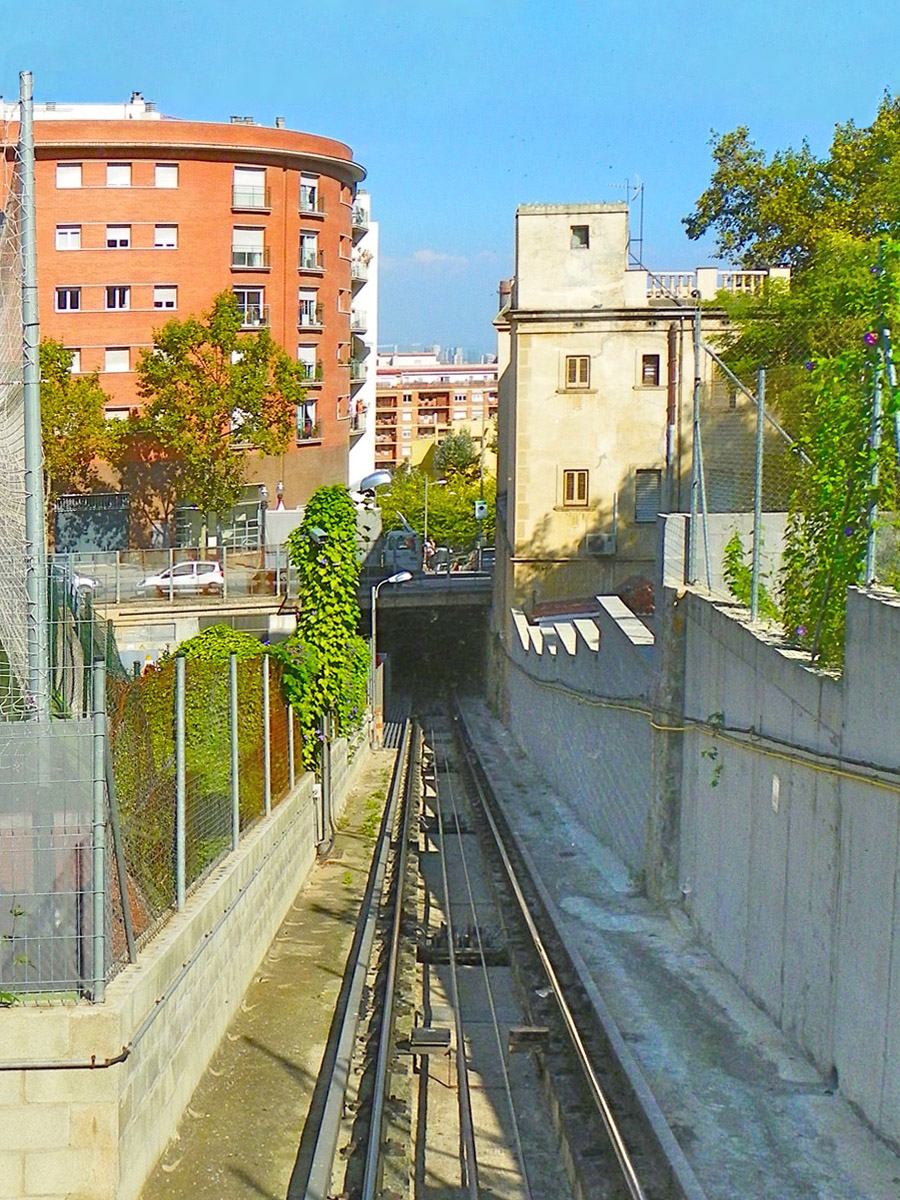
Tram descobert del funicular

- El recorregut complet dura 2 minuts.
- La longitud del recorregut és de 758 m.
- L'altitud de l'estació Paral·lel és de 4 m.
- L'altitud de l'estació Parc de Montjuïc és de 80 m.
- La velocitat màxima és de 10 metres per segon.
- La capacitat màxima per tren és de 400 passatgers.
- La capacitat de transport per hora en cada sentit és de 8.000 passatgers.
- El pendent màxim és d'un 18%, i el pendent mitjà és d'un 10,1%.
- Les persones amb discapacitat poden accedir per la part del tren més propera a la muntanya.
- La major part del funicular és coberta excepte els últims metres.
- Passatgers transportats el 2011: 800.000[8]